# 합천군수 이증영 유애비
합천군수 이증영 유애비(陜川郡守 李增榮 遺愛碑)는 대한민국 경상남도 합천군에 있는, 합천군수를 지낸 적이 있는 이증영(?∼1563)의 공적을 기리기 위하여 세운 비석이다. 2001년 12월 20일 경상남도의 유형문화재 제367호로 지정되었다.

## 개요
이 비는 합천군수를 지낸 적이 있는 이증영(?∼1563)의 공적을 기리기 위하여 세운 것이다.
이 비석은 조선 명종 14년(1559)에 세워진 것으로, 비문을 지은 이는 남명 조식(1501∼1572)이고, 글씨는 고산 황기로(1521∼1567)가 썼다. 가로 87cm, 세로 202cm, 폭 17cm 의 형식을 지녔으며 비문은 전체 13행, 각 행 평균 25자로 새겨져 있다. 비문에는 1554년에서 1558년까지 합천군수를 지냈던 이증영이 1554년의 극심한 흉년에 백성을 자식처럼 사랑하여 구휼하고, 청렴하게 관직생활을 했던 내용이 기록되어 있다.
이 비석의 주인공 이증영은 황기로와 함께 조선 중종 29년(1534) 사마시에 합격하였다. 이후 명종이 대군으로 있을 당시 그의 사부였으며, 명종이 즉위한 뒤 벼슬길에 올라 여러 벼슬을 거친 뒤 합천군수를 지내게 되었다. 그 뒤 1563년 청주목사 재직 중에 죽었다.
고산 황기로는 당대 최고의 서예가였을 뿐만 아니라, 특히 초서를 잘 써서 ‘초성(草聖)’이라 불렸다. 그의 글씨 가운데 초서는 여러 점 있지만, 해서의 경우 지금까지 발견된 것으로 완성된 작품으로는 이 비석이 유일하다 할 수 있다. 더군다나 이 글을 지은 남명 조식은 경의사상(敬義思想)에 입각해 살았던 사람이므로, 비문의 내용 또한 신빙할 만하다는 점에서 더욱 가치가 높다.

## 참고 문헌
- 합천군수 이증영 유애비 - 국가유산청 국가유산포털